# Gouvernement Salwai I
Kilman V Loughman
Le premier gouvernement Salwai, au Vanuatu, est le conseil des ministres nommé par le Premier ministre Charlot Salwai le 11 février 2016. Issu des élections législatives du mois de janvier, il s'agit d'un large gouvernement de coalition, soutenu par une dizaine de partis politiques au Parlement.

## Coalition
La coalition regroupe trente-deux députés sur les cinquante-deux que compte le Parlement. Elle inclut notamment le Vanua'aku Pati (gauche nationaliste, le parti qui a mené le pays à l'indépendance en 1980) et le parti Terre et Justice (à la fois traditionaliste et appelant à un assainissement des institutions politiques). Ces deux partis disposent de six sièges chacun. La coalition inclut également le Parti national unifié (gauche, quatre sièges), Nagriamel (conservateur, traditionaliste, trois sièges), le parti Réunification des mouvements pour le changement (centre-droit francophone, trois sièges), et la Confédération verte (écologiste, deux sièges). Ainsi que des micro-partis à un siège, et des élus sans étiquette. 
Sur les bancs de l'opposition parlementaire se trouve notamment l'Union des partis modérés (centre-droit francophone, six sièges) et le « groupe Iauko », mouvement fondé par l'ancien Harry Iauko qui avait fait sécession du Vanua'aku Pati. Ishmael Kalsakau (UPM) est le chef de l'opposition parlementaire, secondé par Sato Kilman (Parti progressiste populaire), tandis que Christophe Emelee (Parti du développement national de Vanuatu) est le chief whip de l'opposition.

## Composition
La composition du gouvernement nommé le 11 février 2016 est la suivante,. 
| Portefeuille                                                                                | Ministre | Ministre          | Parti                           | Circonscription |
| ------------------------------------------------------------------------------------------- | -------- | ----------------- | ------------------------------- | --------------- |
| Premier ministre                                                                            |          | Charlot Salwai    | RMC                             | Pentecôte       |
| Vice-Premier ministre Ministre du Tourisme, du Commerce, et des Entreprises autochtones     |          | Joe Natuman       | Vanua'aku Pati                  | Tanna           |
| Ministre des Finances et de l'Économie                                                      |          | Gaetan Pikioune   | Nagriamel                       | Santo           |
| Ministre des Affaires étrangères, de la Coopération internationale et du Commerce extérieur |          | Bruno Leingkone   | PNU                             | Ambrym          |
| Ministre des Terres et des Ressources naturelles                                            |          | Ralph Regenvanu   | Terre et Justice                | Port Vila       |
| Ministre du Changement climatique, de l'Adaptation, des Énergies, et des Désastres naturels |          | Ham Lini          | PNU                             | Pentecôte       |
| Ministre de l'Agriculture, des Pêcheries et des Forêts                                      |          | Matai Seremaya    | sans étiquette                  | Luganville      |
| Ministre de la Santé                                                                        |          | Daniel Toara      | Vert                            | Sheperd         |
| Ministre de l'Éducation                                                                     |          | Jean-Pierre Nirua | sans étiquette                  | Port Vila       |
| Ministre de la Justice et des Services communautaires                                       |          | Ronald Warsal     | Vanua'aku Pati                  | Santo           |
| Ministre de l'Intérieur                                                                     |          | Alfred Maoh       | Terre et Justice                | Santo           |
| Ministre des Infrastructures et des Services publics                                        |          | Jotham Napat      | Parti des Dirigeants de Vanuatu | Tanna           |
| Ministre du Développement de la jeunesse, et des Sports                                     |          | Nato Taiwia       | Parti progressiste mélanésien   | Éfaté           |

Le 20 février, Charlot Salwai nomme un ministre supplémentaire, Fred William Tasso (député de Paama pour le parti Terre et Justice), qu'il fait ministre chargé des relations avec le Parlement (en anglais, Leader of Government Business).
En avril, un recompte des voix dans la circonscription d'Éfaté révèle que Nato Taiwia n'a pas, en réalité, remporté le siège qui lui avait été attribué. Il doit céder son siège de député à Gillion William, du parti Terre et Justice, et perd donc également son portefeuille ministériel. Il n'est remplacé à celui-ci qu'au mois de juin, par Jack Norris, député UPM d'Éfaté. Ce dernier ayant signé une motion de censure contre le Premier ministre en novembre 2016, il est remplacé par un membre du même parti, Seule Simeon, député d'Epi. Le soutien à la même motion du président de la Confédération verte, Kalo Seule, coûte également son portefeuille de ministre de la Santé au seul autre parlementaire de ce parti, Toara Daniel (alors que celui-ci n'avait pas signé la motion, et qui reste dans la majorité en devenant deuxième vice-président du Parlement) : il est remplacé par Jérôme Ludvaune, député UPM de Malekula.
Le 19 décembre 2017, le Premier ministre procède à un remaniement ministériel favorable au parti Terre et Justice. Ralph Regenvanu, chef de ce parti, remplace Bruno Leingkone au ministère des Affaires étrangères. Alfred Maoh (T&J) est nommé ministre des Terres, fonction laissée vacante par Regenvanu, et cède lui-même le ministère de l'Intérieur à Andrew Napuat (T&J), ce dernier entrant ainsi au gouvernement. Jérôme Ludvaune cède le ministère de la Santé à Gracia Shadrack, du Parti des dirigeants, qui entre ainsi lui aussi au gouvernement.
En mars 2018, le vice-Premier ministre Joe Natuman est reconnu coupable de conspiration en vue d'entraver le cours de la justice, et condamné à deux ans de prison avec sursis. En mai, le président du Parlement, Esmon Saimon, prononce son siège de député vacant en conséquence de cette condamnation. N'étant plus député, Joe Natuman ne peut plus non plus être membre du gouvernement ; il est remplacé au poste du vice-Premier ministre par Bob Loughman, également membre du Vanua'aku Pati et député de l'île de Tanna.
Le 15 juin 2019, Charlot Salwai limoge les deux ministres membres du Vanua'aku Pati, qui réclamaient davantage de portefeuilles ministériels pour leur parti. Le vice-Premier ministre Bob Loughman le ministre de l'Agriculture Hosea Nevu sont remplacés respectivement par Jotham Napat (fait également ministre du Tourisme et du Commerce) et Matai Seremaiah, tous deux membres du petit Parti des dirigeants.